# Hohe Burg
Der Berg Hohe Burg, auch Rugberg genannt,  ist der höchste Punkt des Langer Berg genannten Höhenzuges und mit 147,4 m ü. NHN eine der höchsten Erhebungen in Mecklenburg-Vorpommern. Er liegt westlich von Schlemmin (Gemeinde Bernitt) im Naturschutzgebiet Hohe Burg und Schwarzer See. Er ist die höchste Erhebung einer eiszeitlichen Endmoränenlandschaft nordwestlich von Bützow. Der nahegelegene Schwarze See ist der höchstgelegene See Mecklenburgs.
Die Erhebung ist nach einer vermutlich frühslawischen Höhenburg benannt, die sich dort befand.
Auf einem südlichen Ausläufer des Berges befindet sich der 94 m hohe Schlemminer Fernsehturm.

## Belege
- L. Jeschke, U. Lenschow, H. Zimmermann: Die Naturschutzgebiete in Mecklenburg-Vorpommern. Umweltministerium Mecklenburg-Vorpommern (Hrsg.), Demmler Verlag, Schwerin 2003, ISBN 3-910150-52-7.